# Ульянцев, Тимофей Иванович
Тимофей Иванович Ульянцев (Отраднев; 19 февраля 1888, Дмитровский уезд, Орловская губерния — 28 июля 1919, Ленкорань, Бакинская губерния) — матрос-большевик, активный участник Октябрьской революции и Гражданской войны.

## Биография
Родился 19 февраля 1888 года в Дмитровском уезде Орловской губернии (на территории нынешней Курской области) в семье крестьянина-бедняка.
В 1893—1909 годах жил на Криворожье. Образование среднее. Работал коногоном, слесарем на руднике Перри в Кривом Роге. Участник революционных событий 1905 года, формировал боевые дружины, дважды был арестован.
В 1909 году призван на флот. В 1910 году окончил школу минных машинистов, служил на Балтийском флоте на миноносце «Онега». В 1911 году вступил в РСДРП, большевик. В 1913—1914 годах руководил большевистской организацией на крейсере «Россия», с 1915 года — член главного судового коллектива Кронштадтской большевистской военной организации. В 1915 году переведён в 1-й Балтийский флотский экипаж, в начале 1916 года арестован и приговорён к 8 годам каторги.
Освобождён во время Февральской революции, был заместителем председателя Кронштадтского комитета партии, делегатом 7-й (Апрельской) Всероссийской конференции РСДРП(б), член Центробалта. Не будучи делегатом, принял участие в работе VI съезда РСДРП(б).
Участник Октябрьского вооруженного восстания в Петрограде. Руководил организацией продовольственных отрядов. С января 1918 года — член Всероссийской коллегии по формированию Красной армии.
Был командирован военным комиссаром в Донбасс, участник гражданской войны на Дону. С лета 1918 года — военный комиссар по организации Красной армии в Ставропольской губернии, с конца 1918 года — председатель Астраханского военно-полевого трибунала.

В мае 1919 года направлен в Ленкорань для руководства вооружёнными формированиями Муганской Советской Республики в боевых действиях против войск Азербайджанской Демократической Республики и действовавших в регионе белогвардейских отрядов. Убит в бою в Ленкорани во время столкновения с отрядом белых (был смертельно ранен на Ленкоранском маяке).

## Память
Именем Тимофея Ульянцева в ВМФ СССР были названы два базовых тральщика и сторожевой корабль.